# Derrick Walker
Derrick Walker (Raytown, Missouri, USA, 9 de noviembre de 1997), es un jugador de baloncesto estadounidense. Con 2,06 metros de estatura, juega en la posición de ala-pívot.

## Trayectoria deportiva
Formado en la Raytown Senior High School de ciudad natal hasta 2017 cuando ingresó en la Universidad de Tennessee, situada en la ciudad de Knoxville, Tennessee, para jugar durante dos temporadas la NCAA con los Tennessee Volunteers, desde 2017 a 2019.
Tras una temporada en blanco, en 2020 forma parte de la Universidad de Nebraska-Lincoln, situada en la ciudad de Lincoln, donde jugaría durante tres temporadas en la NCAA con los Nebraska Cornhuskers, desde 2020 a 2023.
El 27 de julio de 2023, el Grupo Alega Cantabria anuncia su fichaje para las dos próximas temporadas.
El 4 de enero de 2023, rescinde su contrato con el conjunto cántabro.